# Dubnička
Dubnička (hongrois : Bántölgyes) est un village de Slovaquie situé dans la région de Trenčín.

## Histoire
Première mention écrite du village en 1455.

## Démographie

### Évolution de la population
| Année:               | 1994. | 2004.    | 2014.    | 2024.   |
| -------------------- | ----- | -------- | -------- | ------- |
| Nombre de personnes: | 91    | 75       | 118      | 123     |
| Différence:          |       | -17,58 % | +57,33 % | +4,23 % |

| Année:               | 2023. | 2024.   |
| -------------------- | ----- | ------- |
| Nombre de personnes: | 124   | 123     |
| Différence:          |       | -0,80 % |